# Андре Неліс
Андре Неліс (29 жовтня 1935 — 9 грудня 2012) — бельгійський яхтсмен.
Учасник Олімпійських Ігор 1956 року.